# Empyrean Isles
Empyrean Isles is het vierde album van de Amerikaanse jazz-pianist Herbie Hancock.

## Geschiedenis
Het album werd op 17 juni 1964 opgenomen in de Van Gelder Studio in Englewood Cliffs en begin december dat jaar uitgebracht door Blue Note Records. Het bevat twee van Hancocks populairste composities, namelijk One Finger Snap en de jazzstandard Cantaloupe Island.

## Tracklist en bezetting
1. One Finger Snap - 7:20

2. Oliloqui Valley - 8:28

3. Cantaloupe Island - 5:32

4. The Egg - 14:00

Bonustracks op de release uit 1999:

5. One Finger Snap (alternatieve take) - 7:37

6. Oliloqui Valley (alternatieve take) - 10:47
- Herbie Hancock - piano
- Freddie Hubbard - kornet
- Ron Carter - contrabas
- Tony Williams - drums

## Productie
In de jaren 60 trad Herbie Hancock regelmatig op als vaste toetsenist van Miles Davis' tweede quintet. Voor de bezetting van Empyrean Isles viel Hancocks keuze op de bassist Ron Carter en de drummer Tony Williams, waar hij in Davis' liveoptredens regelmatig samen mee speelde. Freddie Hubbard, met wie Hancock ook Takin' Off opnam, maakte het kwartet compleet. Het album werd opgenomen in de Van Gelder Studio in Englewood Cliffs en geproduceerd door Alfred Lion.

## Thema en stijl
De vier nummers op het album schreef Herbie Hancock voor kornet en ritmesectie. Hancock liet veel ruimte voor improvisatie, waardoor de muziek dynamisch kon blijven zonder tenorsaxofoon of andere begeleidende instrumenten. In navolging van Miles Davis experimenteerde Hancock met modale jazz, die veel ruimte biedt aan creatieve improvisaties. Dit uit zich op het album door een mix van modale jazz, hardbop en souljazz, met repeterende ritmes en hoekige melodieën.
Empyrean Isles is een conceptalbum, de titel verwijst naar een fictieve eilandengroep in de Atlantische Oceaan. De hoestekst van de originele uitgave, geschreven door een zekere Nora Kelly, geeft een beschrijving van de eilandengroep en daarmee de setting van elk van de vier nummers. Een bezoeker van de mysterieuze Empyrean Isles moet op het onverwachte voorbereid zijn. Dit klinkt door in de modale jazz van het album, dankzij de ruimte die de improvisaties krijgen.

### One Finger Snap
Het album opent met One Finger Snap. Volgens de hoestekst is dit een complexe dans die wordt uitgevoerd door de bewoners van Isle of Dreams. De compositie opent met een korte melodie in unisono. Deze melodie komt terug in het midden en aan het eind van het nummer; de rest bestaat echter volledig uit geïmproviseerde akkoordprogressies. De basisritmes bestaan voornamelijk uit het basspel van Ron Carter, waardoor Tony Williams de ruimte krijgt voor een dynamisch drumspel.

### Oliloqui Valley
Oliloqui Valley is een mysterieuze vallei op Isle of Dreams. Het nummer begint met een bas-riff, die al snel wordt begeleid door een dynamische melodie van trompettist Freddie Hubbard. De kornet van Hubbard is het leidende instrument in het nummer; Hancocks piano is slechts sporadisch te horen.

### Cantaloupe Island

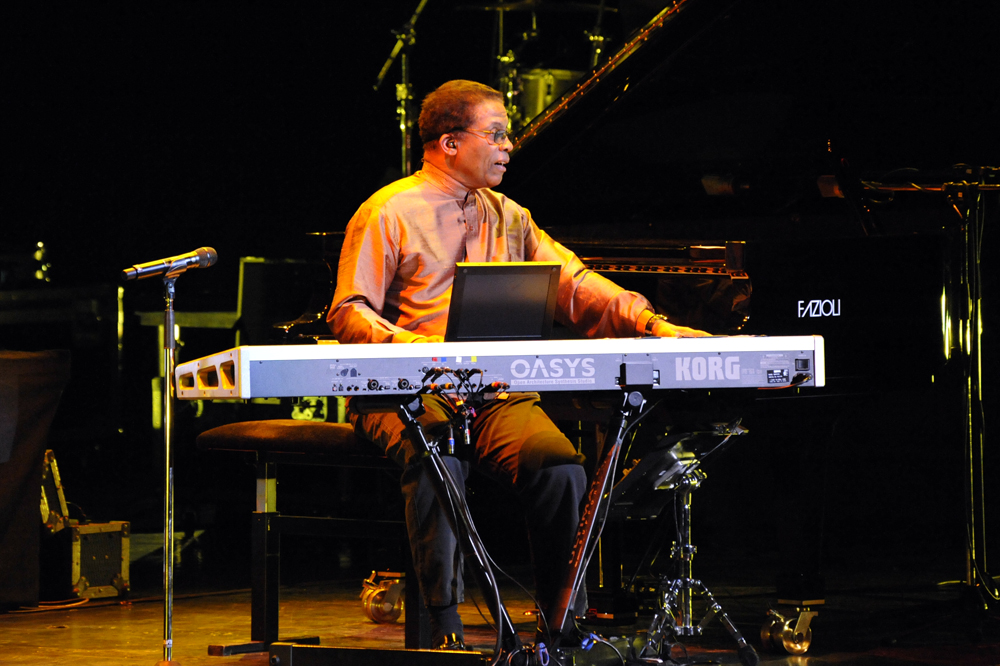
Cantaloupe Island werd een populaire jazzstandard van Hancock.

Het album is vooral bekend door het toegankelijke souljazznummer Cantaloupe Island, dat een populaire jazzstandard werd. Volgens de hoestekst groeien op Cantaloupe Island enorme meloenen en wie ervan eet zou de eeuwige jeugd krijgen. De eenvoudige akkoordenstructuur van Hancocks piano wordt traag afgewisseld, waarbij elk akkoord minstens vier of vijf maten wordt aangehouden. Rond het bluesy pianospel krijgen met name de kornet en de contrabas de ruimte voor warm solospel.

### The Egg
Het album sluit af met The Egg, de naam van een vulkaan op Empyrean Isles die elk moment kan uitbarsten. Deze spanning komt tot uiting in een veertien minuten durend free jazznummer dat vrijwel geheel is geïmproviseerd. De bladmuziek voor The Egg bevatte slechts een korte melodie voor de kornet, met op de achtergrond een strak ritmesectie die middels een repeterend schema de spanning in het nummer opbouwt. Het kornetspel werd later omschreven als een van de meest rusteloze trompetsolo's van Freddie Hubbard.